# Гхатак, Ритвик
Ритвик Кумар Гхатак (бенг. ঋত্বিক কুমার ঘটক, Ritbik Kumar Ghôţok, 4 ноября 1925, Дакка — 6 февраля 1976, Калькутта) — индийский кинорежиссёр
, драматург и сценарист, актёр театра и кино, классик национального кинематографа, волей обстоятельств оставшийся менее известным в стране и в мире, чем его соотечественники и современники Мринал Сен, Тапан Синха и Сатьяджит Рай.

## Биография
Гхатак родом из аристократической семьи, переехавшей в Калькутту незадолго до того, как туда от голода 1943 года и разделения Индии в 1947 году устремились миллионы беженцев. Это бегство вошло в его творчество метафорой гигантской реки. Отец Ритвика Гхатака был чиновником и писателем, писателем был и его старший брат Маниш, чья дочь Махасвета Деви стала бангладешским автором и общественной деятельницей.

## Творчество
В театр пришёл в 1946 году, писал драмы на бенгальском языке, переводил Гоголя и Брехта на бенгали, выступал как актёр и режиссёр. В 1950 году начал работать в кино как актёр, будучи задействованным в бенгальском фильме «Обездоленные», в 1952 году снял свой первый фильм на бенгали. Придерживался левых взглядов, но нередко приходил в конфликт с соратниками, в конце концов был изгнан из коммунистической партии.
Всего оставил восемь картин, наиболее известная из которых — «Звезда за тёмной тучей» (1960). Многие работы остались незавершенными, замыслы — нереализованными. Фильмы не принесли коммерческого успеха, Гхатак начал пить, часто болел, переживал периоды тяжелой депрессии. Снимать становилось всё труднее и физически, и в финансовом отношении. Он сделал несколько короткометражных лент и документальных фильмов. Умер от туберкулёза в психиатрической лечебнице, где написал и — силами больных и медперсонала — поставил свою последнюю пьесу.
Более широкое признание на родине и в мире пришло к Гхатаку лишь после 1980-х годов.

## Полнометражные фильмы
- Гражданин / Nagarik (1952, вышел на экраны в 1977)
- Трогательная ошибка / Ajantrik (1958)
- Беглец / Bari Thek Paliyee (1959)
- Звезда за тёмной тучей / Meghe Dhaka Таrа (1960)
- Камал Гандхар / Komal Gandhar (1961)
- Суварнарекха / Subarnarekha (1968)
- Река по имени Титаш / Titas Ekti Nadir Naam (1973)
- Причина, спор и сказка / Jukti, Takko aar Gappo (1974)

## Гхатак о кино
- Cinema and I. — Calcutta: Ritwik Memorial Trust, 1987.
- Rows and Rows of Fences. — Calcutta: Seagull Books, 2000.